# دونالد دبليو. غراهام
دونالد دبليو. غراهام (بالإنجليزية: Donald W. Graham)‏ هو أستاذ جامعي ورسام رسوم متحركة أمريكي، ولد في 17 يونيو 1903 في أونتاريو في كندا، وتوفي في 19 أكتوبر 1976 في غيغ هاربور في الولايات المتحدة.